# Hudební fakulta Janáčkovy akademie múzických umění
Hudební fakulta Janáčkovy akademie múzických umění (HF JAMU) je jednou ze dvou fakult Janáčkovy akademie múzických umění v Brně. Vznikla v roce 1947 a po zrušení roku 1959 byla obnovena v roce 1990. Sídlí v budově na Komenského náměstí v historickém centru Brna. Studentům poskytuje vzdělání ve studijních oborech spojených s hudebním uměním.

## Historie
Hudební fakulta Janáčkovy akademie múzických umění (JAMU) vznikla při zřízení JAMU na podzim 1947. Nová vysoká škola (dobově Janáčkova akademie musických umění) byla zřízena zákonem č. 168/1947 Sb. ze dne 12. září 1947, účinném od 13. října toho roku, podle kterého se škola zřídila k počátku studijního roku 1947/1948. Členila se na dva odbory, hudební a dramatický, přičemž otevření dramatického odboru mělo být teprve stanoveno ministrem školství. Činnost hudebního odboru byla zahájena již 1. října 1947, kdy zde začalo studovat 23 posluchačů, které vyučovalo deset pedagogů (Antonín Balatka, Gracian Černušák, Josef Jedlička, Ludvík Kundera, Viktor Nopp, Vilém Petrželka, František Schäfer, Bohumil Soběský a Vilém Vaňura). Děkanem JAMU, v té době dočasně tvořené jediným odborem, se stal Jan Kunc, kterého ustanovil ministr školství a osvěty Jaroslav Stránský. Od února 1948 byl děkanem školy Ludvík Kundera, který byl po vzniku divadelního odboru jmenován v říjnu 1948 rektorem JAMU. V akademickém roce 1948/1949 měl hudební odbor 66 posluchačů, jejichž koncerty se uskutečňovaly v Besedním domě a v Juliánově. Pozdější operní představení na konala scénách brněnských divadel.
Hudební odbor zpočátku působil s celou školou v přidělených budovách Smetanova 14, Kounicova 34 (Komenium) a Joštova 2, od roku 1949 využívala JAMU také polovinu budovy Komenského náměstí 6. Varhanní obor byl odloučený na brněnské konzervatoři. Na základě nařízení vlády č. 80/1951 Sb. z 2. října 1951, účinném od 24. října 1951, se z hudebního a dramatického odboru staly hudební a divadelní fakulta. Obě fakulty ale byly zrušeny 31. srpna 1959, neboť od následujícího dne se JAMU podle nařízení vlády č. 58/1959 Sb. ze dne 12. srpna 1959 na fakulty již nečlenila. V roce 1957 bylo založeno Operní studio, které od roku 1961 dlouhodobě působilo v sále v Husově sboru v Králově Poli (později Divadlo Barka). Po zrušení fakult v roce 1959 byly nadále vyučovány hudební obory, které tvořily převážnou část nabízených oborů JAMU.
Po sametové revoluci došlo 9. července 1990 podle nařízení federální vlády č. 282/1990 Sb. z 9. dubna 1990 k obnově rozdělení školy na hudební a divadelní fakultu. Hudební fakulta od té doby sídlí v budově na Komenského náměstí. V roce 2012 bylo otevřeno Divadlo na Orlí – hudebně-dramatická laboratoř JAMU, kterou pro svá představení využívají z hudební fakulty především studenti opery.

## Budova
Novorenesanční budova Hudební fakulty JAMU na Komenského náměstí byla v rámci okružní třídy vybudována v letech 1860–1862 pro německé gymnázium. Je dílem rakouských architektů Eduarda van der Nülla a Augusta Sicard von Siccardsburga. Čtyři karyatidy nadživotní velikosti u vstupu do budovy vytvořil sochař Josef Břenek podle návrhů van der Nülla a Siccarda von Siccardsburga. Obdobně vytvořil Adolf Loos starší další výzdobu fasády: 24 vavřínových věnců, 32 portrétních medailonů řeckých a římských učenců a tři karyatidy v podobě ženských hlav umístěné na vrcholu meziokenních pilastrů ve druhém patře středního rizalitu hlavního průčelí budovy.
Budovu užívá JAMU zčásti od roku 1949, plně pak od roku 1965. Po přestěhování divadelní fakulty v roce 1992 a rektorátu v roce 1998 slouží plně hudební fakultě. V letech 1993–1995 prošla rekonstrukcí. Budova bývalého německého gymnázia je památkově chráněná, do státního seznamu kulturních památek byla zapsána v roce 1964.

## Členění
Součástí fakulty jsou tyto katedry:
- Katedra bicích nástrojů
- Katedra cizích jazyků
- Katedra dechových nástrojů
- Katedra dirigování a operní režie
- Katedra hudebních a humanitních věd
- Katedra hudební produkce
- Katedra jazzu
- Katedra klavírní interpretace
- Katedra kompozice a multimediální tvorby
- Katedra strunných nástrojů
- Katedra varhanní a historické interpretace
- Katedra zpěvu
- Katedra jazzové interpretace

## Studijní programy a obory
V roce 2024 nabízela fakulta tyto studijní programy a obory:

### Bakalářské studijní programy a obory
| - Klavírní pedagogika - Klavírní pedagogika - Hra na varhany a duchovní hudba - Hra na varhany - Duchovní hudba - Historická interpretace - Historická interpretace - Hra na dechové nástroje - Hra na tubu - Hra na trombon - Hra na lesní roh - Hra na trubku - Hra na fagot - Hra na klarinet - Hra na flétnu - Hra na hoboj | - Hudební produkce - Hudební produkce - Hra na strunné nástroje - Hra na violu - Hra na violoncello - Hra na kytaru - Hra na kontrabas - Hra na housle - Hra na bicí nástroje a jazz - Jazzová kompozice a aranžování - Hra na bicí nástroje - Jazzová interpretace - Multimediální tvorba - Multimediální tvorba |

### Navazující magisterské studijní programy a obory
| - Dirigování orchestru - Dirigování orchestru - Operní režie - Operní režie - Zpěv - Zpěv - Hra na varhany - Hra na varhany - Historická interpretace - Historická interpretace - Hudební produkce - Hudební produkce - Hra na strunné nástroje - Hra na violu - Hra na violoncello - Hra na kytaru - Hra na kontrabas - Hra na housle | - Hra na bicí nástroje a jazz - Jazzová interpretace - Jazzová kompozice a aranžování - Hra na bicí nástroje - Hra na dechové nástroje - Hra na tubu - Hra na trubku - Hra na lesní roh - Hra na trombon - Hra na klarinet - Hra na hoboj - Hra na flétnu - Hra na fagot - Historical performance (European Master of Early Music – EMEM) - Historical Performance - Multimediální tvorba - Multimediální tvorba |

### Magisterské studijní programy a obory
Nenavazující pětileté magisterské studium.
- Klavírní interpretace
  - Klavírní interpretace
  - Hra na klavír a klavírní pedagogika
  - Hra na klavír a komorní hra

- Kompozice
  - Kompozice scénické a filmové hudby
  - Kompozice elektroakustické hudby
  - Kompozice

- Dirigování, zpěv a operní režie
  - Zpěv
  - Operní režie
  - Dirigování orchestru
  - Dirigování sboru

### Doktorské studijní programy a obory
- Interpretace a teorie interpretace
  - Interpretace a teorie interpretace (prezenční i kombinovaný)

- Kompozice a teorie kompozice
  - Kompozice a teorie kompozice (prezenční i kombinovaný)

- Hudební produkce
  - Hudební produkce (prezenční i kombinovaný)

### Mezioborové studium
- Audio inženýrství (mezi FEKT VUT a HF JAMU)

## Absolventi
Někteří z absolventů fakulty (1947–1959, od 1990) a hudebních oborů nerozdělené JAMU (v letech 1959–1990; označeni hvězdičkou):
- Petr Altrichter*
- Igor Ardašev
- Jiří Bárta*
- Sylvie Bodorová*
- František Brikcius
- Pavel Černoch
- Radomil Eliška
- František Gregor Emmert*
- Miloslav Gajdoš*
- Čestmír Gregor*
- Ondřej Havelka*
- Kateřina Chroboková
- Miloslav Ištvan
- Marta Jiráčková*
- Jan Jirásek*
- Jan Jiraský
- Ctirad Kohoutek
- Gustav Křivinka
- Bohumil Kulínský*
- Radoslav Kvapil
- Jaroslav Kyzlink
- Vlastimil Lejsek
- Zdeněk Mácal*
- David Mareček
- Lukáš Matoušek*
- Ivo Medek*
- Arnošt Parsch*
- Elena Petrová
- Alois Piňos
- Zdeněk Plech
- Zdeněk Pololáník*
- Vilém Přibyl*
- Regina Renzowa-Jürgens*
- Rudolf Růžička*
- Petr Skoumal*
- Jan Slabák*
- Felix Slováček*
- Jan Škrdlík
- František Šolc
- Miloš Štědroň*
- Zdeněk Švehla
- Juraj Tandler*
- František Xaver Thuri*
- Bedřich Tylšar*
- Zdeněk Tylšar*
- Alena Veselá
- Václav Věžník
- Leo Marian Vodička*
- Bohdan Warchal*
- Evžen Zámečník*
- Kristýna Znamenáčková
- Vít Zouhar*
- Zdeněk Zouhar*